# Trofeo Teresa Herrera

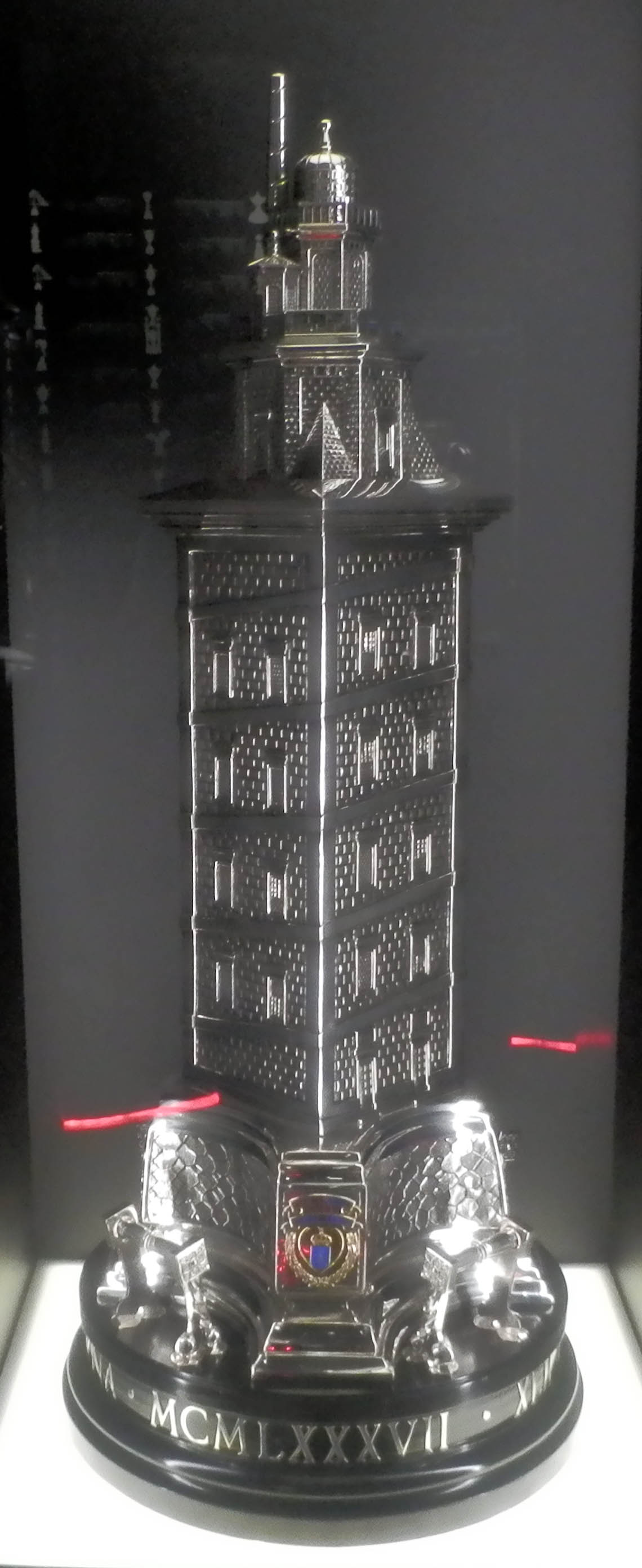

Die „Trofeo Teresa Herrera“ ist ein Fußballturnier mit Freundschaftscharakter, das seit 1946 in der galicischen Stadt A Coruña ausgetragen wird. Ständiger Teilnehmer ist der spanische Erstligist Deportivo La Coruña.

## Geschichte
Das Turnier wurde seit 1946 von der Stadtverwaltung von A Coruña organisiert. Seit 2000 steht es Deportivo La Coruña zu, das Turnier zu verwalten. Das Turnier ist das älteste seiner Art in Spanien und eines der prestigeträchtigsten der Welt dank der zahlreichen großen Teams, die bereits daran teilgenommen haben. Anfangs spielte Deportivo jeweils gegen einen ausgewählten Gegner, bevor man zu einem Modus mit vier Mannschaften überging (startend ab dem Halbfinale). Die Spiele werden im Estadio Riazor ausgetragen, welches mehr als 30.000 Zuschauern Platz bietet. In der zweiten Hälfte des Monats August wird das Turnier an zwei Tagen zu Ehren der Stadtfeierlichkeiten ausgetragen. Die „Trofeo Teresa Herrera“ gilt als wichtiges Vorbereitungsturnier auf die aktuelle Saison, vor allem dank des Zeitpunktes unmittelbar vor Saisonbeginn.
Als erste deutsche Mannschaft nahm der 1. FC Köln 1956 am XI Trofeo Teresa Herrera teil. 
Die Teilnahmen und Platzierungen deutscher Teams:
1. FC Köln (1956/2.); Bayern München (1969/4., 1982/3., 1989/1., 1990/3.); Borussia Mönchengladbach (1974/2.)

## Gewinner-Liste
- 1946: FC Sevilla
- 1947: Athletic Bilbao
- 1948: FC Barcelona
- 1949: Real Madrid
- 1950: Lazio Rom
- 1951: FC Barcelona
- 1952: FC Valencia
- 1953: Real Madrid
- 1954: FC Sevilla
- 1955: Deportivo La Coruña
- 1956: Atlético Madrid
- 1957: Vasco da Gama
- 1958: Nacional Montevideo
- 1959: FC Santos
- 1960: FC Sevilla
- 1961: Sporting Lissabon
- 1962: Deportivo La Coruña
- 1963: AS Monaco
- 1964: Deportivo La Coruña
- 1965: Atlético Madrid
- 1966: Real Madrid
- 1967: Racing de Ferrol
- 1968: Vitória Setúbal
- 1969: Deportivo La Coruña
- 1970: Ferencváros Budapest
- 1971: Roter Stern Belgrad
- 1972: FC Barcelona
- 1973: Atlético Madrid
- 1974: Peñarol Montevideo
- 1975: Peñarol Montevideo
- 1976: Real Madrid
- 1977: Fluminense Rio de Janeiro
- 1978: Real Madrid
- 1979: Real Madrid
- 1980: Real Madrid
- 1981: Dynamo Kiew
- 1982: Dynamo Kiew
- 1983: Athletic Bilbao
- 1984: AS Rom
- 1985: Atlético Madrid
- 1986: Atlético Madrid
- 1987: Benfica Lissabon
- 1988: PSV Eindhoven
- 1989: FC Bayern München
- 1990: FC Barcelona
- 1991: FC Porto
- 1992: FC São Paulo
- 1993: FC Barcelona
- 1994: Real Madrid
- 1995: Deportivo La Coruña
- 1996: Botafogo
- 1997: Deportivo La Coruña
- 1998: Deportivo La Coruña
- 1999: Celta de Vigo
- 2000: Deportivo La Coruña
- 2001: Deportivo La Coruña
- 2002: Deportivo La Coruña
- 2003: Deportivo La Coruña
- 2004: Deportivo La Coruña
- 2005: Deportivo La Coruña
- 2006: Deportivo La Coruña
- 2007: Deportivo La Coruña
- 2008: Deportivo La Coruña
- 2009: Atlético Madrid
- 2010: Newcastle United
- 2011: FC Sevilla
- 2012: Deportivo La Coruña
- 2013: Real Madrid
- 2014: Deportivo La Coruña
- 2015: Deportivo La Coruña
- 2016: Deportivo La Coruña
- 2017: Deportivo La Coruña
- 2018: Athletic Bilbao
- 2019: Deportivo La Coruña
- 2020: Deportivo La Coruña
- 2021: SD Ponferradina
- 2022: Deportivo La Coruña

## Titel
- 24 Titel:  Deportivo La Coruña: 1955, 1962, 1964, 1969, 1995, 1997, 1998, 2000, 2001, 2002, 2003, 2004, 2005, 2006, 2007, 2008, 2012, 2014, 2015, 2016, 2017, 2018, 2019, 2020, 2022
- 09 Titel:  Real Madrid: 1949, 1953, 1966, 1976, 1978, 1979, 1980, 1994, 2013
- 06 Titel:  Atlético Madrid: 1956, 1965, 1973, 1985, 1986, 2009
- 05 Titel:  FC Barcelona: 1948, 1951, 1972, 1990, 1993
- 04 Titel:  FC Sevilla: 1946, 1954, 1960, 2011
- 02 Titel:  Athletic Bilbao: 1947, 1983
- 02 Titel:  Peñarol Montevideo: 1974, 1975
- 02 Titel:  Dynamo Kiew: 1981, 1982
- 01 Titel:  Lazio Rom: 1950
- 01 Titel:  FC Valencia: 1952
- 01 Titel:  CR Vasco da Gama: 1957
- 01 Titel:  Nacional Montevideo: 1958
- 01 Titel:  FC Santos: 1959
- 01 Titel:  Sporting Lissabon: 1961
- 01 Titel:  AS Monaco: 1963
- 01 Titel:  Racing de Ferrol: 1967
- 01 Titel:  Vitória Setúbal: 1968
- 01 Titel:  Ferencváros Budapest: 1970
- 01 Titel:  Roter Stern Belgrad: 1971
- 01 Titel:  Fluminense: 1977
- 01 Titel:  AS Rom: 1984
- 01 Titel:  Benfica Lissabon: 1987
- 01 Titel:  PSV Eindhoven: 1988
- 01 Titel:  FC Bayern München: 1989
- 01 Titel:  FC Porto: 1991
- 01 Titel:  FC São Paulo: 1992
- 01 Titel:  Botafogo: 1996
- 01 Titel:  Celta de Vigo: 1999
- 01 Titel:  SD Ponferradina: 2021